# Hangu (gmina)
Hangu – gmina w Rumunii, w okręgu Neamț. Obejmuje miejscowości Buhalnița, Chirițeni, Grozăvești, Hangu i Ruginești. W 2011 roku liczyła 3619 mieszkańców.